# Юань Шикай
Юа́нь Шика́й (кит. трад. 袁世凱, упр. 袁世凯, пиньинь Yuán Shìkǎi; 16 сентября 1859, Хэнань — 6 июня 1916) — китайский военный лидер и политический деятель эпохи заката династии Цин и первых лет Китайской Республики. Второй Президент Китайской Республики (после Сунь Ятсена) и последний Император Китая.
Известен в китайской истории как авторитарный правитель, опиравшийся на военную диктатуру, а также как президент с широкими полномочиями (1912—1915) и самопровозглашённый император (1916). Лидер бэйянских милитаристов.

## Начало военной карьеры

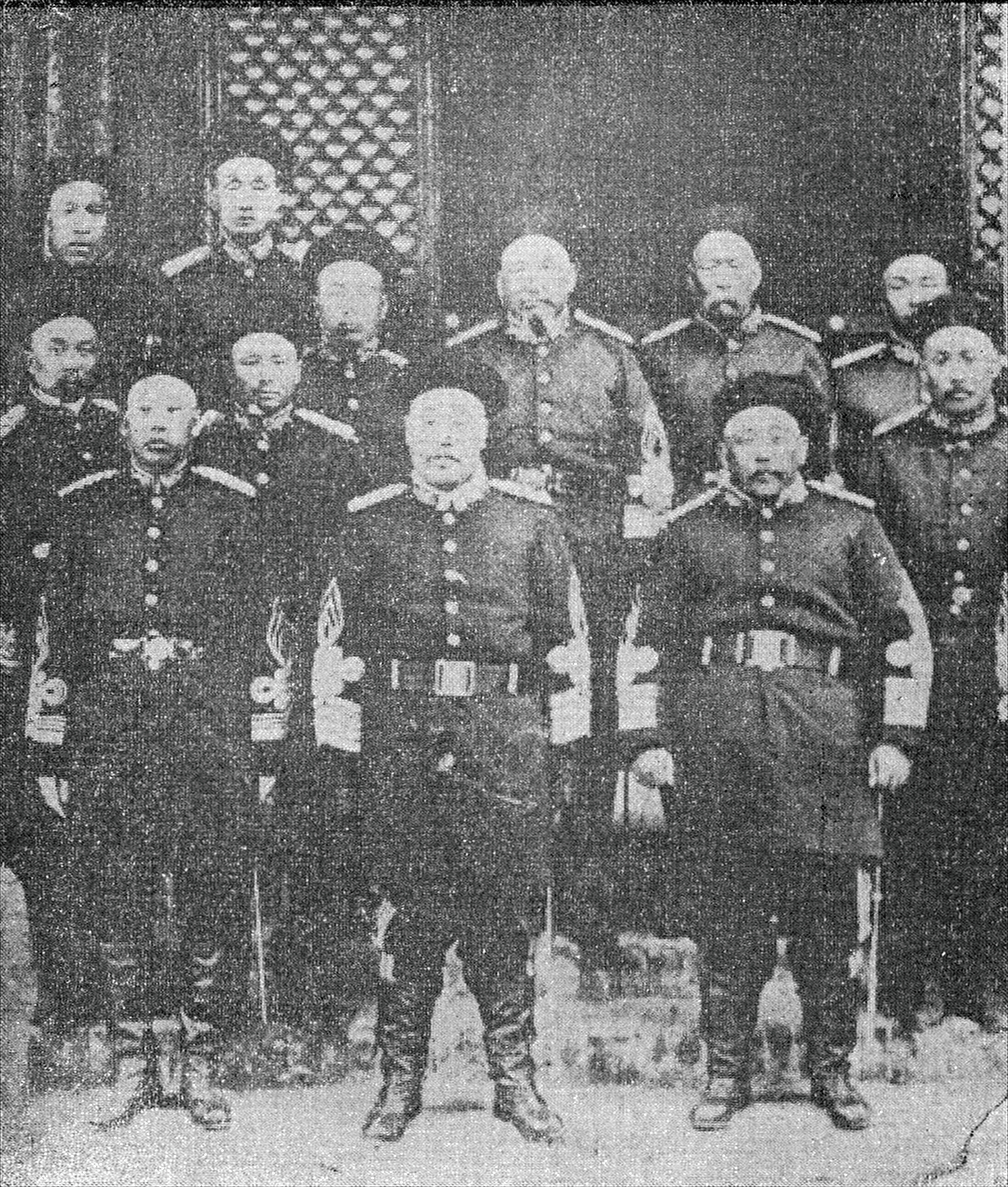
Генерал Юань Шикай (справа) с военным министром Те Ляном и группой генералов. 1909 год

Юань Шикай родился в семье потомственных военных в провинции Хэнань во время Тайпинского восстания, в котором родители будущего диктатора сыграли значительную роль, организовав неприступный укрепрайон. Воспитанный в традиционном военном духе, Юань Шикай уделял много внимания совершенствованию своего боевого искусства. Он вступил в Аньхойскую армию (названную так потому, что была сформирована в провинции Аньхой), возглавляемой Ли Хунчжаном, которая была откомандирована в Корею, чтобы попытаться предотвратить проникновение Японии в регион.
Политические кризисы в Корее предоставили возможности проявиться организаторским талантам будущего диктатора. В 1885 году Юань Шикай был назначен китайским посланником в Сеуле, его активная и лояльная служба была по достоинству оценена с началом Японо-китайской войны.

## Возвышение

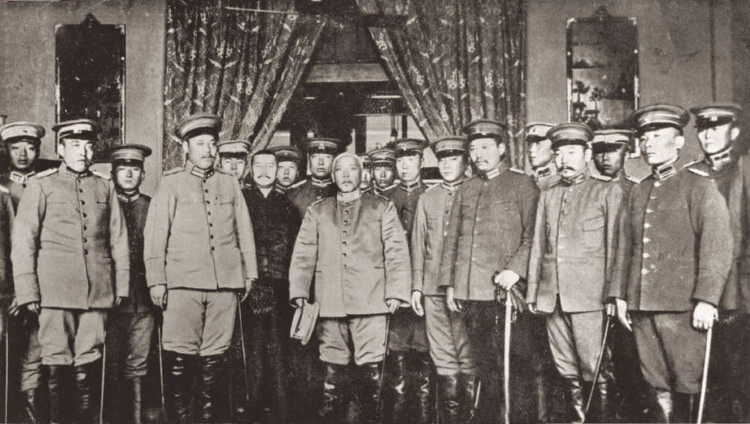
Назначение временным президентом

С уничтожением китайского флота и поражения армии в войне с Японией, перед Китаем встала задача радикально перестроить свои вооруженные силы. С конца XIX века Юань Шикай принимает активное участие в создании Бэйянской армии. В ходе Ихэтуаньского восстания 1900 года он смог сберечь значительные силы бэйянцев от разгрома, своевременно выведя их из зоны боевых действий под предлогом обеспечения безопасности в других районах Китая.
В 1901 году, после смерти Ли Хунчжана, получает должность наместника Чжили и командующего Бэйянской армией (одной из двух новых армий страны, вооружённых и обученных по немецкому образцу). Последующие назначения вдовствующей императрицей Цыси на высшие должности лишь укрепляли позиции Юань Шикая как вершителя судеб Китая.
Юань Шикай играл активную роль в политических реформах династии Цин, включая создание Министерства просвещения и Министерства полиции. Он защищал юридическое равенство между китайцами и маньчжурами, несмотря на якобы существующие расовые различия между ними. Опасаясь усиления Юань Шикая, императрица перед своей смертью в 1908 году приказала казнить зарвавшегося генерала, однако будущий диктатор, оставив все должности регенту малолетнего императора Пу И, вернулся в родную провинцию.
В 1911 году вспыхнуло очередное антиправительственное восстание, и Юань Шикай был снова востребован, получив назначение на должность премьер-министра и титул хоу первого ранга (一等侯). Возглавив армию, Юань Шикай сосредоточил в своих руках огромную власть. С одной стороны, он предпринимал решительные походы против республиканцев в отдельных провинциях, с другой стороны, вёл с ними сложные переговоры, ставя свои условия и пытаясь не потерять авторитета. Он отказывался напрямую взять власть на условиях республиканцев, которые в итоге избрали президентом Сунь Ятсена. Сложные последующие переговоры привели к тому, что Юань Шикай договорился о низвержении маньчжурской династии и был избран первым президентом Китайской Республики.
См. подробно: Учанское восстание, Синьхайская революция.

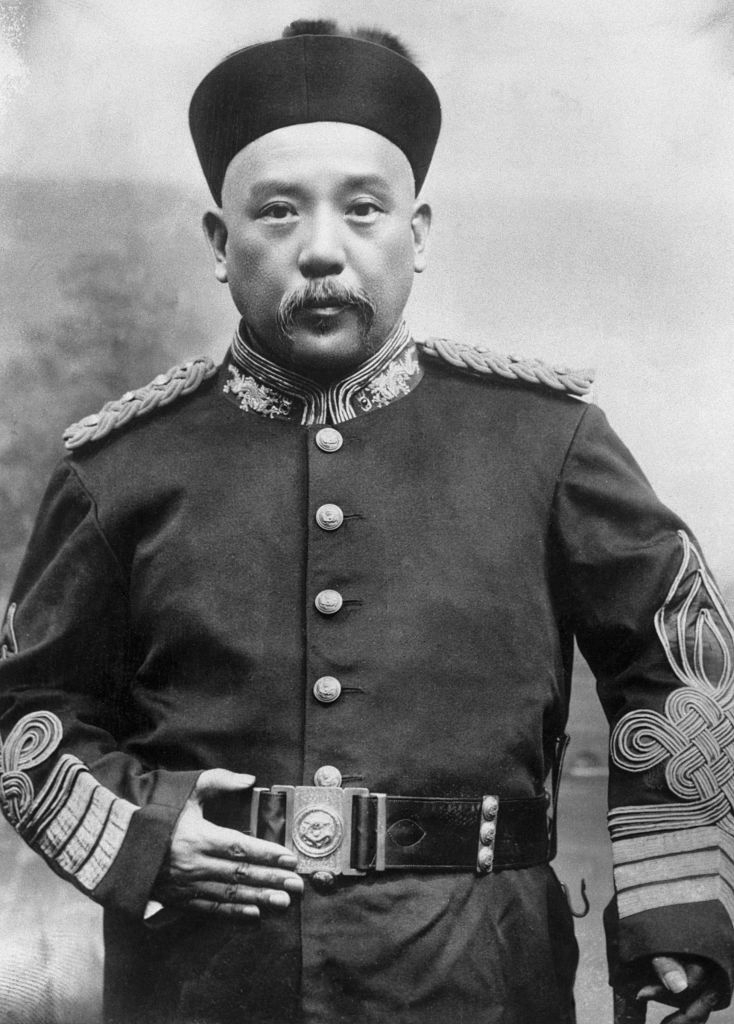
Юань Шикай

## Падение «Императора»
Став президентом Китайской Республики и принудив императора к отречению, Юань Шикай получил в наследство разорённую страну, которую разрывали на части как великие державы, так и местные военные лидеры. В этой ситуации Юань Шикай решил провозгласить себя пожизненным президентом и распустил Национальное собрание, лидеры которого возглавили революцию против диктатора в 1913 году. Юань Шикай не без труда подавил мятеж и приступил к формированию Китайской империи, которая, по его мнению, обеспечила бы многострадальному Китаю стабильность, независимость, единство и процветание. Однако планам Юань Шикая не суждено было сбыться, так как его бесконечные репрессии, неспособность решать насущные проблемы государства и мания преследования обратили все партии против самопровозглашённого императора, вынудив Юань Шикая отказаться от титула; отречение состоялось 22 марта 1916 года.
Вскоре Юань Шикай умер от уремии, оставив страну в хаосе нескончаемой борьбы между его бывшими подчинёнными — бэйянскими милитаристами.

## Семья
От жены и многочисленных наложниц Юань Шикай имел 17 сыновей и 15 дочерей.